# Hydrochous gigas
Hydrochous gigas е вид птица от семейство Бързолетови (Apodidae). Видът е почти застрашен от изчезване.

## Разпространение
Видът е разпространен в Индонезия и Малайзия.